# 温汉民
温汉民（1909年8月24日—1957年11月14日），河北完县人。傅作义部国民革命军第三十五军少将师长。参加绥远和平解放，后任中国人民解放军师长。中国人民政治协商会议政协包头市委员会（主席高锦明）常务委员。

## 生平
1948年12月22日，在傅作义王牌嫡系起家部队第三十五军軍隊中任職。該軍在平津战役新保安战斗中被华北野战军第二兵团消滅，本人被俘。1949年3月获释，被派往绥远，任华北剿总驻绥部队指挥所（主任董其武）少将督训官，勸說驻绥国民党部队投靠中共。
1957年在内蒙古包头病逝。